# Peter Harf
Gerd Peter Harf (* 9. Mai 1946 in Köln) ist ein deutscher Geschäftsmann und Ökonom. Er ist Chairman und Managing Partner der JAB Holding.

## Leben
Harf wuchs in ärmlichen Verhältnissen als Einzelkind mit seiner Mutter und einem Großonkel im unmittelbar nach dem Zweiten Weltkrieg völlig zerstörten Köln auf. Sein Vater war überzeugter Nationalsozialist. Als Junge teilte sich Harf ein Zimmer mit seinem 1886 geborenen Großonkel († 1957), der ihm ein großes Interesse an Geschichte und Politik einflößte.
Nach seinem Abitur am Apostelgymnasium studierte er  Wirtschaftswissenschaft an der Universität Köln und war Jahrgangsbester. Harf wurde 1973 mit der Dissertation Geld und allgemeines Gleichgewicht an der Universität zu Köln promoviert. An der Harvard Business School schloss er im Jahr 1974 seinen MBA ab. Zunächst arbeitete er bei der Boston Consulting Group in San Francisco, 1981 begann er bei der Ludwigshafener Chemiefirma Joh. A. Benckiser GmbH. Harf ist Chairman und Managing Partner der JAB Holding, die das Vermögen der früheren Benckiser-Gesellschafter, der Unternehmerfamilie Reimann verwaltet, und Mitglied der Boards diverser JAB-Beteiligungsunternehmen: Coty (globaler Kosmetikkonzern), Jacobs Douwe Egberts, Keurig Green Mountain, Peet’s Coffee & Tea, Caribou Coffee Company / Einstein Noah, Panera Bread und Krispy Kreme. Bis 2015 war er stellvertretender Vorsitzender der Reckitt Benckiser Group.
Er gründete zusammen mit dem Arzt Gerhard Ehninger, der seine an Leukämie erkrankte Ehefrau Mechtild Harf behandelte, am 28. Mai 1991 in Tübingen die  Deutsche Knochenmarkspenderdatei  als gemeinnützige GmbH. Seine jüngere Tochter Katharina Harf ist globale Botschafterin der Organisation und stellvertretende Vorsitzende des Stiftungsrats.
Harfs Vermögen lag laut der vom Manager Magazin erstellten Liste der reichsten Deutschen aus dem Jahr 2021 bei rund 600 Millionen Euro. Er stand somit auf Platz 303 der Liste. 2020 betrug sein Vermögen gemäß Manager Magazin noch etwa 700 Millionen Euro. Folglich verlor er innerhalb eines Jahres etwa 15 % seines Nettovermögens, was unter anderen im Zusammenhang damit steht, dass die JAB Holding vor wirtschaftlichen Herausforderungen steht: Verluste fielen an, außenstehende Investoren zogen Geld ab und Ratingagenturen stuften das Unternehmen ab.
Im Juni 2020 übernahm Harf im Auftrag der Mehrheitsgesellschafter der Familie Reimann die Leitung des angeschlagenen US-Kosmetikkonzerns Coty. Die Reimanns wollen Coty nach einem massiven Absturz des Aktienkurses (siehe auch COVID-19-Pandemie in den Vereinigten Staaten) wieder stärken. Als dies am 1. Juni bekannt wurde, stieg der Aktienkurs um mehr als 20 Prozent. Harf war somit der vierte Chef bei Coty binnen vier Jahren. Am 2. Juli 2020 wurde Sue Y. Nabi zum neuen CEO ernannt. Harf hält selbst private Anteile an Coty in Höhe von 150 Mio. USD.
Harf leitete Pret a Manger, eine britische Sandwichkette, deren Restaurants im Fast-Casual-Bereich angesiedelt sind.

## Privates
Aus seiner ersten Ehe hat er zwei Kinder. Von 1995 bis 2020 war er in zweiter Ehe mit der Schriftstellerin Tina Harf verheiratet.
Er ist im Stiftungsrat der gemeinnützigen Alfred Landecker Foundation.

## Publikationen
Geld und allgemeines Gleichgewicht: Darstellung, Kritik und Weiterentwicklung der neueren monetären Gleichgewichtstheorie. Universität Köln, Wirtschafts- und Sozialwissenschaften, Dissertation 1973